# Kenny Britt
Kenny Britt (Bayonne, 19 settembre 1988) è un giocatore di football americano statunitense che milita nel ruolo di wide receiver per i New England Patriots della National Football League. Fu scelto come trentesimo assoluto nel Draft NFL 2009 dai Tennessee Titans. Al college ha giocato a football a Rutgers.

## Carriera professionistica

### Tennessee Titans
Al draft NFL 2009 è stato selezionato come 30ª scelta assoluta dai Titans. Ha debuttato nella NFL il 10 settembre 2009 contro i Pittsburgh Steelers indossando la maglia numero 18.
Nella stagione 2010 ha trovato maggior spazio, ha saltato 4 partite di fila a causa di un infortunio al muscolo posteriore della gamba.
Il 25 settembre 2011 nella partita contro i Denver Broncos si è rotto il legamento mediale collaterale e il legamento crociato anteriore. Il 28 settembre è stato messo sulla lista degli infortunati finendo in anticipo la stagione regolare.
Nella settimana 6 della stagione 2012, Britt ricevette 6 passaggi per 71 yard, segnando un fondamentale touchdown che consentì ai Titans di battere a sorpresa i Pittsburgh Steelers.

### St. Louis/Los Angeles Rams
Nel 2014, Britt firmò con i St. Louis Rams, che nella sua prima stagione guidò con 748 yard ricevute, oltre a 3 touchdown. Anche l'anno successivo fu il miglior ricevitore della squadra, chiudendo con 681 yard ricevute e 3 touchdown.

### Cleveland Browns
Il 10 marzo 2017, Britt firmò con i Cleveland Browns. L'8 dicembre dello stesso anno fu svincolato.

### New England Patriots
Il 12 dicembre 2017, Britt firmò con i New England Patriots.

## Statistiche
| Partite totali             | 31    |
| Partite totali da titolare | 16    |
| Yard su ricezione          | 1.765 |
| Touchdown su ricezione     | 15    |